# Malbo gentile
Le  malbo gentile  est un cépage italien de raisins noirs.

## Origine et répartition géographique
Le cépage Malbo gentile provient probablement de la région d'Émilie-Romagne. 
Il est classé cépage d'appoint en DOC Colli di Scandiano e di Canossa Lambrusco Grasparossa, Colli di Scandiano e di Canossa Lambrusco Grasparossa frizzante, Colli di Scandiano e di Canossa Lambrusco Montericco rosato, Colli di Scandiano e di Canossa Lambrusco Montericco rosato frizzante, Colli di Scandiano e di Canossa Lambrusco Montericco rosso, Colli di Scandiano e di Canossa Lambrusco Montericco rosso frizzante, Colli di Scandiano e di Canossa Malbo gentile, Colli di Scandiano e di Canossa Malbo gentile frizzante, Colli di Scandiano e di Canossa Malbo gentile novello, Colli di Scandiano e di Canossa Marzemino, Colli di Scandiano e di Canossa Marzemino frizzante, Reggiano rosso et Reggiano rosso novello.
Il est classé recommandé ou autorisé dans les provinces Reggio d'Émilie et Modène.

## Caractères ampélographiques
- Feuilles adultes moyennes, entière ou à 3 lobes.

## Aptitudes culturales
La maturité est de deuxième époque : 20 jours après le chasselas.

## Potentiel technologique
Les grappes sont grandes et les baies sont de taille moyenne. La grappe est pyramidale et ailée. Le cépage est d'une vigueur moyenne. Il est assez sensible au mildiou et à l'oïdium. 
Vinifié en vin mono-cépage, il convient à la production de vins légers du style novello.

## Synonymes
Le  malbo gentile  est connu sous les noms de malbo, fortana, amabile di Genova et tubino.